# جو وو ری
جو وو ری (کره‌ای: 조우리؛ زادهٔ ۲۹ مارس ۱۹۹۲) بازیگر اهل کره جنوبی است. او در مجموعه‌های تلویزیونی مانند تیم برتر پزشکی (۲۰۱۳)، کشاورز مدرن (۲۰۱۴) و نسل خورشید (۲۰۱۶) ایفای نقش کرده‌است.

## فیلم‌شناسی

### مجموعه‌ تلویزیونی
| سال       | عنوان                            | شبکه         | نقش              | توضیحات      | منابع  |
| --------- | -------------------------------- | ------------ | ---------------- | ------------ | ------ |
| ۲۰۱۱      | دیمو                             | ام‌بی‌سی اوری۱ | سو کیونگ-جونگ    |              |        |
| ۲۰۱۲      | دورا و دیمو                      | کی‌بی‌اس۲      | دوست سه-یون      | درام ویژه    | [ ۱ ]  |
| ۲۰۱۲      | آیا عشق می‌تواند به پول تبدیل شود | ام‌بی‌ان       | جوانی یون دا-ران |              | [ ۲ ]  |
| ۲۰۱۲      | Friendly Criminal                | کی‌بی‌اس۲      | جوانی یونگ-هوا   | درام ویژه    | [ ۳ ]  |
| ۲۰۱۲      | جون ووچی                         | کی‌بی‌اس۲      | سول-می           | درام ویژه    |        |
| ۲۰۱۳      | سیریوس                           | کی‌بی‌اس۲      | سو-ری            |              | [ ۴ ]  |
| ۲۰۱۳      | عشق پاک                          | کی‌بی‌اس۲      | گو دا-بی         |              | [ ۵ ]  |
| ۲۰۱۳      | تیم برتر پزشکی                   | ام‌بی‌سی       | یو مین-جی        |              | [ ۶ ]  |
| ۲۰۱۴      | کشاورز مدرن                      | اس‌بی‌اس       | هوانگ ای-جی      |              | [ ۷ ]  |
| ۲۰۱۵      | دختری شبیه تو                    | ام‌بی‌سی       | سو جونگ-ای       |              | [ ۸ ]  |
| ۲۰۱۶      | نسل خورشید                       | کی‌بی‌اس۲      | جانگ هی-اون      |              | [ ۹ ]  |
| ۲۰۱۷      | جادوگر در دادگاه                 | کی‌بی‌اس۲      | جین یون-هی       |              | [ ۱۰ ] |
| ۲۰۱۷      | دو پلیس                          | ام‌بی‌سی       | مین-آه           |              | [ ۱۱ ] |
| ۲۰۱۸      | ملکهٔ راز ۲                       | کی‌بی‌اس۲      | یون می-جو        |              | [ ۱۲ ] |
| ۲۰۱۸      | خنده در وایکیکی                  | جی‌تی‌بی‌سی     | کیم سون-وو       | حضور افتخاری | [ ۱۳ ] |
| ۲۰۱۸      | آی‌دی من خوشگل گانگنامه           | جی‌تی‌بی‌سی     | هیون سو-آه       |              | [ ۱۴ ] |
| ۲۰۱۸      | زندگی روی مریخ                   | اوسی‌ان       | جونگ-هی          | حضور افتخاری | [ ۱۵ ] |
| ۲۰۱۹–۲۰۲۰ | عشق زیباست، زندگی فوق‌العاده است  | کی‌بی‌اس۲      | مون هه-رانگ      |              | [ ۱۶ ] |
| ۲۰۲۰      | مردها مثل همند                   | کی‌بی‌اس۲      | هان سو-یون       |              | [ ۱۷ ] |